# رئوف رستم‌لی
رئوف رستم‌لی (ترکی آذربایجانی: Rauf Rüstəmli؛ زادهٔ ۱ نوامبر ۲۰۰۳) بازیکن فوتبال است.
وی همچنین در تیم ملی فوتبال تیم ملی فوتبال زیر ۱۹ سال جمهوری آذربایجان بازی کرده‌است.